# ليسيه الحرية بالإسكندرية
مدرسة ليسيه الحرية (بالفرنسية Lycée Al-Horreya) من المدارس بالإسكندرية، أنشأتها مؤسسة فرنسية تدعى البعثة العلمانية الفرنسية (بالفرنسية: Mission laïque française) عام 1909، وكان الاسم الرسمي لها Lycée Français d'Alexandrie وكانت الدراسة بها باللغة الفرنسية فقط. تم تأميمها عام 1961 وأصبحت تابعة للحكومة المصرية، وأطلق عليها الاسم الحالي، ويطل مجمع المدرسة على محطة ترام الجامعة في المدينة، وهي قريبة من كلية الهندسة بجامعة الإسكندرية وكذلك كلية سان مارك و نادي الاتحاد السكندري، المدرسة تتبع المعاهد القومية المصرية وبها قسم للدراسة بالإنجليزية وآخر للفرنسية لجميع مراحل التعليم قبل الجامعي.

## التاريخ
نشأة ليسيه الحرية بالإسكندرية كانت وليدة فكرة مجموعة من الآباء المقيمين بالإسكندرية المهتمين في ذلك الوقت بوجود مؤسسة تعليمية تتوافق ورغباتهم وطموحاتهم، وترجع المبادرة للقنصل الفرنسي بالإسكندرية الذي اجتمع في 1907 مع نواب الأمة في ذلك الوقت والسابقين منهم مطالباً إياهم بإيجاد وسيلة لإنشاء ما يسمى مدرسة ثانوية ولتكون مؤسسة فردية علمانية للتعليم الثانوي، فتكونت جمعية أفرادها عدد من أولياء الأمور ورشحت البعثة العلمانية «شارل أبان» مدرس فلسفة لتنظيم وإدارة المؤسسة الجديدة في الإسكندرية. وألغوا نظام الدراسة التقليدي.
وفتحت ليسيه الإسكندرية أبوابها في 11 أكتوبر 1909، فأنشأ أوبان -مدير المدرسة- فصلين ضما طلابا متقدمين في العمر عن السن الطبيعي لهذه المرحلة للوصول بهم للبكالوريا، فكان هناك فصل لدراسة اللغة الفرنسية والتاريخ والجغرافيا والرياضيات بالإضافة لمادة المحاسبة، وفصل آخر للطلاب ضعاف المستوى في اللغة الفرنسية وتشمل تعليمهم اللغة الإنجليزية والعربية والفرنسية. وضمت المدرسة خمسة أنواع مجتمعية: هم اليونانيون واليهود والسوريون والمصريون والأرمن.
وفي 30 سبتمبر 1910 افتتح قسم للبنات بدأ بأربعين طالبة. وفي العام الدراسي 1912 ازداد نجاح المدرسة خصوصاً لقسم البنات الذي شهد تزايدا ملموساً في الأعداد، ولكن في هذا العام حدثت مشاكل كادت تهدد وجود المدرسة منها بعض المعلومات التي احتواها منهج الجغرافيا المستخدم في مدرسة البنات والتي أغضبت الإيطاليين المقيمين في الإسكندرية آنذاك، وعقب هذه المشكلة حدثت أزمة مادية أصابت مصر فقلت الأعداد مرة أخرى في المدرسة ثم استغنت البعثة العلمانية عن «أوبان» مدير المدرسة واستبدلته بمدير مؤقت استطاع أن ينقذ الموقف ويستعيد الطلبة المفقودين.
وكان أمر إيجاد مقر للمدرسة هو الشغل الشاغل للبعثة حيث بات المقر الأول غير كاف للأعداد المتزايدة. وقررت البعثة بعد مفاوضات تابعتها يوما بيوم وزارة الخارجية الفرنسية قبول أرض الشاطبي المهداة من بلدية الإسكندرية. وكان وضع حجر الأساس للمقر النهائي في 11 أغسطس 1913.
وكان على مدير المدرسة مراقبة الأعمال وإيجاد حلول للمشاكل وكان من تلك المشاكل ما فرضه أولياء الأمور من فصل مدرسة البنات عن البنين، فبني المبنى على هذا المبدأ: الجناح الأيمن للبنات، والجناح الأيسر للبنين، والأوسط للإدارة.
وأصبحت مدرسة الليسيه في ثوبها الجديد مستعدة للعام الدراسي 1914 ولكن المناخ العام بمشاكله أرهق المدير فعاد إلى فرنسا واستبدلته البعثة العلمانية ب «مارسيل فور» الذي كان يعمل مدرساً بالمدرسة ليكون أول مدير للمدرسة في مبناها الجديد.

## المسرح

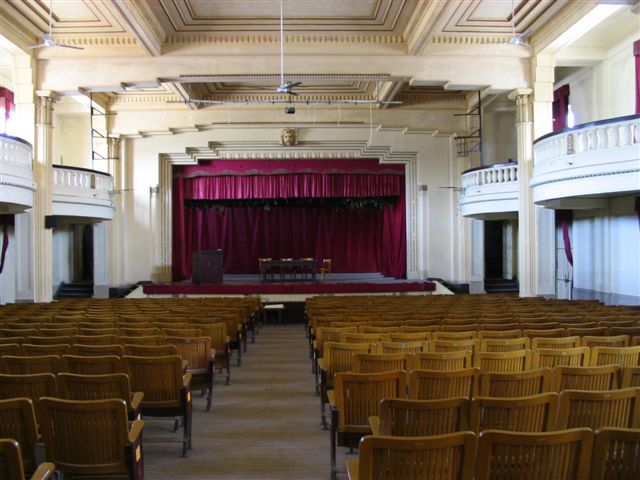
مسرح ليسيه الحرية

مسرح ليسيه الحرية يعد أحد أهم المسارح القومية في الإسكندرية، وتتصدر واجهته جدارية فنية تحمل اسم (طرح البحر) علي مساحة 86 مترا. وقد أعيد افتتاحه كمسرح قومي في 14 فبراير 2007 بعد أن تم تجديده وتجهيزه بأحدث التقنيات الفنية الحديثة. وهو يضم 850 مقعدا ويعد أول مسرح في مصر يتبع نظام الإطفاء الذاتي والإنذار المبكر لتفادي الحرائق.

## الملاعب
تمتاز المدرسة بملاعبها الكبيرة الملاصقة للمدرسة وتحتوى على ملعب كرة قدم من النجيل الطبيعي، وملعب كرة سلة وملعب هوكى صغير، بالإضافة إلى صالة للألعاب الرياضية.

## وصلات خارجية
- (بالفرنسية) الموقع الرسمي